# Mesflugsnappare
Mesflugsnappare (Myioparus) är ett fågelsläkte i familjen flugsnappare inom ordningen tättingar. Släktet omfattar endast två arter som förekommer i Afrika söder om Sahara:
- Blek mesflugsnappare (M. plumbeus)
- Gråstrupig mesflugsnappare (M. griseigularis)